# Sindrome di Vogt-Koyanagi-Harada
La sindrome di Vogt-Koyanagi-Harada (abbreviata in sindrome VKH) è una malattia multisistemica rara di presunta eziologia autoimmune che è caratterizzato da una uveite granulomatosa cronica, bilaterale, diffusa con coinvolgimento dermatologico, neurologico e uditivo. La sindrome prende i nomi dall'oculista svizzero Alfred Vogt e dagli oculisti giapponesi Yoshizo Koyanagi e Einosuke Harada.

## Fisiopatologia
La sindrome VKH è una malattia immuno-mediata. Si ritiene che sia dovuta ad un attacco autoimmune delle cellule T helper contro i melanociti della pelle, dell'uvea, del, sistema nervoso centrale e dell'orecchio interno. Un sottoinsieme di cellule T, le cellule T helper 17, potrebbero svolgere un ruolo importante nell'inizio e nel mantenimento della malattia infiammatoria quando stimolate dalle interleuchina IL-23, producendo interleuchina IL-17.
Vi è una maggiore incidenza della condizione nella popolazione asiatica, latinoamericana, mediorientale e nativa americana.

## Presentazione clinica

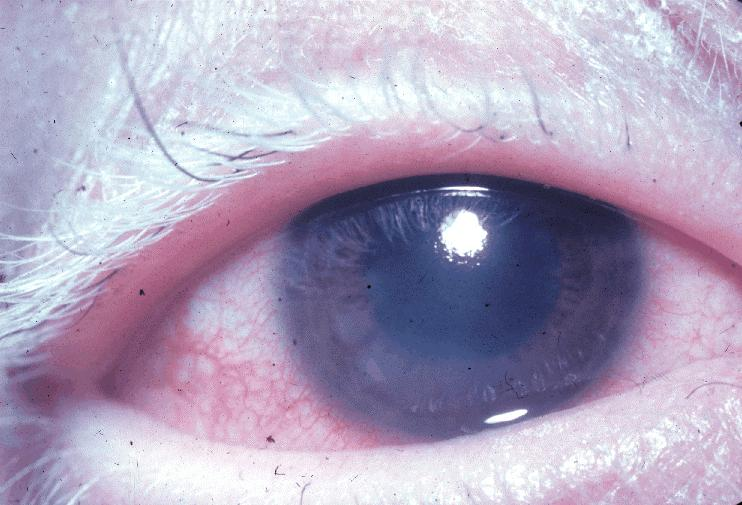
Uveite con poliosi delle ciglia.

Vi sono 4 fasi della sindrome VKH : prodromica, uveitico acuta, convalescenza e cronica ricorrente.
- La fase prodromica è caratterizzata da sintomi simil-influenzali. I pazienti si presentano con cefalea, nausea, meningismo, disacusia (disagio causato da rumori forti o da una distorsione nella qualità dei suoni ascoltati) e acufene.
- La fase uveitica acuta è caratterizzata dalla comparsa di un offuscamento della vista in entrambi gli occhi con uveite granulomatosa bilaterale anteriore, vitreite di grado variabile, ispessimento della coroide posteriore, iperemia ed edema dei nervi ottici e molteplici distacchi sierosi della retina.
- La fase di convalescenza si verifica diverse settimane più tardi ed è caratterizzata da una progressiva depigmentazione della coroide, che causa un classico scolorimento rosso-arancio. Alterazioni cutanee, tra cui vitiligine, alopecia e poliosi, in genere compaiono durante questa fase.
- La fase cronica recidivante è segnata da ripetuti attacchi di uveite .

## Diagnosi
La diagnosi di sindrome VKH può essere fatta da un oculista, sulla base di presentazione clinica. Tecniche di diagnostica per immagini, come l'angiografia retinica con fluoresceina, vengono utilizzate per confermare la diagnosi.

## Trattamento
La fase acuta della sindrome è sensibile al trattamento precoce e aggressivo con la somministrazione perioculare e sistemica di corticosteroidi e agenti cicloplegici.